# João Gonçalves da Costa
João Gonçalves da Costa (Chaves, Trás-os-Montes, 1731 — Fazenda Cachoeira, Bahia, 1820) foi um desbravador do Sertão da Bahia.

## História
João Gonçalves da Costa foi um português que fundou o Arraial da Conquista, do qual se originou a cidade de Vitória da Conquista no Estado da Bahia. Nasceu por volta do ano de 1731 na cidade de Chaves, alto Rio Tâmega em Trás-os-Montes, Portugal e com apenas dezesseis anos de idade veio  para o Brasil. No início da sua trajetória, João Gonçalves da Costa atuou na expansão das fronteiras para o reino português, nos limites da então Capitania de Ilhéus e na Capitania da Bahia, acompanhando o bandeirante, Mestre de Campo João da Silva Guimarães.
De início João Gonçalves da Costa, abrigou-se no Interior da Bahia, em casa de parentes Portugueses na Fazenda Ilha próximo ao Valo Fundo. trabalhou na abertura de novas estradas partindo do Valo Fundo na divisa de Bahia com Minas Gerais, ocupando as terras do entorno da fazenda Ilha, as terras da fazenda Ressaca situada às margens da nascente do riacho Ressaca (termo que deu origem ao nome Sertão da Ressaca). 
Desse ponto, partindo da fazenda Ressaca, por volta de 1760, João Gonçalves da Costa ocupou as terras do entorno da referida fazenda, seguindo pelo riacho da Ressaa em direção ao Planalto da Conquista, passando pela borda da Serra do Caititu, em direção leste ocupa terras do entorno da nascente do Riacho da Vereda(atual Belo Campo), desse ponto segue em direção nordeste, pela borda da serra do Caititu, ocupa terras cuja denominação passa a ser "fazenda Panela" um pouco adiante nessa mesma direção ocupa terras cuja denominação passa a ser "fazenda Porcos" e mais adiante "fazenda Angicos". Desse ponto em direção norte nordeste, alcança a serra do Peri-Peri, no entorno dessa Serra, as margens do Rio Verruga, demarca as terras das quais viria se tornar o Arraial da Conquista. desse ponto segue em direção norte-nordeste, passando pelo riacho do Choça, dai segue em direção à Serra do Taquaral até chegar as margens do Rio São José, demarcando terras que mais tarde deu origem ao arraial dos Poções, nessa empreitada João Gonçalves da Costa, contou com a participação de outros Portugueses que habitavam os Sertões, sobretudo os seus parentes consanguíneos, Timóteo Gonçalves da Costa e seus irmãos, Leonardo Gonçalves da Costa, Roberto Leolino Mariz.. de Poções, João Gonçalves da Costa, seguiu em direção nordeste, margeando o rio das Mulheres, ocupando terras que passaram a denominar fazenda Uruba, próximo ao que hoje corresponde a cidade de Boa Nova. Desse ponto seguiu em direção norte, ocupando as terras do riacho Cachoeira, denominação da fazenda Cachoeira uma das ultimas propriedades do Coronel João Gonçalves da Costa, da fazenda Cachoeira, João Gonçalves seguiu margeando o Riacho Cachoeira, até a sua foz no Rio de Contas, demarcando terras das quais originaram o Arraial de Borda da Mata (atual Jequié ) em 1778,  (mais tarde repassada para Portugues Coronél José de Sá Bittencourt ). De Borda da Mata,  cruzando o refereido rio em direção norte, seguindo  até a Serra do Mutum encosta do planalto de Maracás, e desse ponto em direção ao vale do Jequiriçá, culminando a sua empreitada com a estrada do Sertão ou estrada Geral da Bahia que já fazia a ligação entre Nazaré e a Chapada Diamantina
Em outra empreitada, João Gonçalves da Costa partindo das nascentes do Riacho da Vereda, abriu estrada seguindo pelo referido riacho, ocupando terras cuja denominação deu origem as fazendas Deus-Dará, Fazenda Tamanduá, e Fazenda Barra da Vereda no entroncamento do Riacho Vereda com  com o rio Pardo. Desse ponto margeando o rio Pardo, seguiu até a barra do Jiboia, ocupando todas as terras que margeiam o rio Jibóia até a sua nascente. Da barra do Jiboia, João Gonçalves da Costa, juntamente com seus filhos, o capitão-mor Raimundo Gonçalves da Costa e o  capitão-mor Antonio Dias de Miranda, seguiu a estrada até a barra do Verruga(atual Itambé) e posteriormente, margeando o Rio Pardo até a Barra do Catolé (atual Itapetinga). Desse ponto, João Gonçalves da Costa desceu margeando o Rio Pardo, até a foz em Canavieiras,  ora navegando em canoas ora carregando as próprias canoas por conta das quedas e cascatas que o rio possui,  
No Sertão da Ressaca. Liderou combates contra os indígenas Botocudos que habitavam a região do Rio Pardo, na divisa entre Bahia e Minas Gerais, os Camacâs que habitavam as cercanias do Planalto dos Geraizinhos, e toda a borda do Palanlto até proximo ao litoral sul da Bahia, e outras tribos dos Imborés, Mongoiós e Pataxós. Em 1781 obteve a patente de Capitão-mór da Conquista do Sertão da Ressaca. Criticado por crueldade com os índios , e elogiado por outras autoridades pelo serviço prestado no controle e exploração dessa região.

## Família
Casou-se com Josefa Gonçalves da Costa, filha de 9 anos do sertanista Matias João da Costa e Clara Gonçalves.

### Descendência
Entre os vários filhos que João e Josefa tiveram, se destacou Faustina Gonçalves da Costa, que se tornou, em Vitória da Conquista, sua legítima herdeira, tanto em riquezas, quanto na política, originando, do seu casamento com o português Manuel de Oliveira Freitas, a família mais notável dos descendentes deste casal.

## Morte
Em 1817, quando da passagem do príncipe Maximilian zu Wied-Neuwied, vivia na fazenda Cachoeira, localizada no atual município de Manoel Vitorino. Faleceu já bastante idoso em 1820.